# Grand Prix Włoch 1993
Grand Prix Włoch 1993 (oryg. Pioneer Gran Premio d'Italia) – 13. runda Mistrzostw Świata Formuły 1 w sezonie 1993, która odbyła się 12 września 1993, po raz 43. na torze Monza.
64. Grand Prix Włoch, 44. zaliczane do Mistrzostw Świata Formuły 1.

## Wyniki

### Kwalifikacje
| P  | Nr | Kierowca             | Konstruktor(-silnik)  | Opony | Czas     | Odstęp   | Strata   |
| -- | -- | -------------------- | --------------------- | ----- | -------- | -------- | -------- |
| 1  | 2  | Alain Prost          | Williams-Renault      | G     | 1:21.179 | -        | -        |
| 2  | 0  | Damon Hill           | Williams-Renault      | G     | 1:21.491 | 0:00.312 | 0:00.312 |
| 3  | 27 | Jean Alesi           | Ferrari               | G     | 1:21.986 | 0:00.495 | 0:00.807 |
| 4  | 8  | Ayrton Senna         | McLaren-Ford          | G     | 1:22.633 | 0:00.647 | 0:01.454 |
| 5  | 5  | Michael Schumacher   | Benetton-Ford         | G     | 1:22.910 | 0:00.277 | 0:01.731 |
| 6  | 28 | Gerhard Berger       | Ferrari               | G     | 1:23.150 | 0:00.240 | 0:01.971 |
| 7  | 12 | Johnny Herbert       | Lotus-Ford            | G     | 1:23.769 | 0:00.619 | 0:02.590 |
| 8  | 10 | Aguri Suzuki         | Footwork-Mugen-Honda  | G     | 1:23.856 | 0:00.087 | 0:02.677 |
| 9  | 7  | Michael Andretti     | McLaren-Ford          | G     | 1:23.899 | 0:00.043 | 0:02.720 |
| 10 | 6  | Riccardo Patrese     | Benetton-Ford         | G     | 1:23.918 | 0:00.019 | 0:02.739 |
| 11 | 9  | Derek Warwick        | Footwork-Mugen-Honda  | G     | 1:24.048 | 0:00.130 | 0:02.869 |
| 12 | 25 | Martin Brundle       | Ligier-Renault        | G     | 1:24.137 | 0:00.089 | 0:02.958 |
| 13 | 30 | JJ Lehto             | Sauber-Ilmor          | G     | 1:24.298 | 0:00.161 | 0:03.119 |
| 14 | 26 | Mark Blundell        | Ligier-Renault        | G     | 1:24.344 | 0:00.046 | 0:03.165 |
| 15 | 29 | Karl Wendlinger      | Sauber-Ilmor          | G     | 1:24.473 | 0:00.129 | 0:03.294 |
| 16 | 19 | Philippe Alliot      | Larrousse-Lamborghini | G     | 1:24.807 | 0:00.334 | 0:03.628 |
| 17 | 3  | Ukyō Katayama        | Tyrrell-Yamaha        | G     | 1:24.886 | 0:00.079 | 0:03.707 |
| 18 | 4  | Andrea de Cesaris    | Tyrrell-Yamaha        | G     | 1:24.916 | 0:00.030 | 0:03.737 |
| 19 | 14 | Rubens Barrichello   | Jordan-Hart           | G     | 1:25.144 | 0:00.228 | 0:03.965 |
| 20 | 20 | Érik Comas           | Larrousse-Lamborghini | G     | 1:25.257 | 0:00.113 | 0:04.078 |
| 21 | 21 | Michele Alboreto     | Lola-Ferrari          | G     | 1:25.368 | 0:00.111 | 0:04.189 |
| 22 | 24 | Pierluigi Martini    | Minardi-Ford          | G     | 1:25.478 | 0:00.110 | 0:04.299 |
| 23 | 15 | Marco Apicella       | Jordan-Hart           | G     | 1:25.672 | 0:00.194 | 0:04.493 |
| 24 | 23 | Christian Fittipaldi | Minardi-Ford          | G     | 1:25.699 | 0:00.027 | 0:04.520 |
| 25 | 22 | Luca Badoer          | Lola-Ferrari          | G     | 1:25.957 | 0:00.258 | 0:04.778 |
| 26 | 11 | Pedro Lamy           | Lotus-Ford            | G     | 1:26.324 | 0:00.367 | 0:05.145 |
| P  | Nr | Kierowca             | Konstruktor(-silnik)  | Opony | Czas     | Odstęp   | Strata   |

### Wyścig
| Poz. | Nr. | Kierowca             | Konstruktor           | Okrążeń | Czas/powód NU   | Poz. start. | Punktów |
| ---- | --- | -------------------- | --------------------- | ------- | --------------- | ----------- | ------- |
| 1    | 0   | Damon Hill           | Williams-Renault      | 53      | 1:17:07.509     | 2           | 10      |
| 2    | 27  | Jean Alesi           | Ferrari               | 53      | +40.012         | 3           | 6       |
| 3    | 7   | Michael Andretti     | McLaren-Ford          | 52      | +1 okrążenie    | 9           | 4       |
| 4    | 29  | Karl Wendlinger      | Sauber                | 52      | +1 okrążenie    | 15          | 3       |
| 5    | 6   | Riccardo Patrese     | Benetton-Ford         | 52      | +1 okrążenie    | 10          | 2       |
| 6    | 20  | Érik Comas           | Larrousse-Lamborghini | 52      | +1 okrążenie    | 20          | 1       |
| 7    | 24  | Pierluigi Martini    | Minardi-Ford          | 51      | +2 okrążenia    | 22          |         |
| 8    | 23  | Christian Fittipaldi | Minardi-Ford          | 51      | +2 okrążenia    | 24          |         |
| 9    | 19  | Philippe Alliot      | Larrousse-Lamborghini | 51      | +2 okrążenia    | 16          |         |
| 10   | 22  | Luca Badoer          | Lola-Ferrari          | 51      | +2 okrążenia    | 25          |         |
| 11   | 11  | Pedro Lamy           | Lotus-Ford            | 49      | Elektronika     | 26          |         |
| 12   | 2   | Alain Prost          | Williams-Renault      | 48      | Silnik          | 1           |         |
| 13   | 4   | Andrea de Cesaris    | Tyrrell-Yamaha        | 47      | Ciśnienie oleju | 18          |         |
| 14   | 3   | Ukyō Katayama        | Tyrrell-Yamaha        | 47      | +6 okrążeń      | 17          |         |
| NU   | 21  | Michele Alboreto     | Lola-Ferrari          | 23      | Zawieszenie     | 21          |         |
| NU   | 5   | Michael Schumacher   | Benetton-Ford         | 21      | Silnik          | 5           |         |
| NU   | 26  | Mark Blundell        | Ligier-Renault        | 20      | Wypadł z toru   | 14          |         |
| NU   | 28  | Gerhard Berger       | Ferrari               | 15      | Zawieszenie     | 6           |         |
| NU   | 12  | Johnny Herbert       | Lotus-Ford            | 14      | Wypadł z toru   | 7           |         |
| NU   | 25  | Martin Brundle       | Ligier-Renault        | 8       | Kolizja         | 12          |         |
| NU   | 8   | Ayrton Senna         | McLaren-Ford          | 8       | Kolizja         | 4           |         |
| NU   | 10  | Aguri Suzuki         | Footwork-Mugen-Honda  | 0       | Kolizja         | 8           |         |
| NU   | 9   | Derek Warwick        | Footwork-Mugen-Honda  | 0       | Kolizja         | 11          |         |
| NU   | 30  | Jyrki Järvilehto     | Sauber                | 0       | Kolizja         | 13          |         |
| NU   | 14  | Rubens Barrichello   | Jordan-Hart           | 0       | Kolizja         | 19          |         |
| NU   | 15  | Marco Apicella       | Jordan-Hart           | 0       | Kolizja         | 23          |         |